# John Lightfoot
John Lightfoot (* 29. März 1602 in Stoke-upon-Trent; † 6. Dezember 1675 in Ely) war ein britischer Hebraist, Pfarrer und College-Rektor.

## Leben
Lightfoot studierte in Cambridge. Unter dem Einfluss von Sir Rowland Cotton begann er mit dem Studium semitischer Sprachen. Ab 1629 veröffentlichte er verschiedene Werke, in denen er christliche Literatur unter Kenntnis des Talmuds erläuterte und kommentierte. Seit 1643 war er Pfarrer in Much Munden (Hertfordshire) und Rektor des College Catharine Hall in Cambridge. Die Anstellung als Pfarrer bekleidete Lightfood bis zu seinem Tod. Aufgrund seiner Sympathie für den Presbyterianismus galt er während des englischen Bürgerkrieges als Unterstützer des Parlaments. Auf der Westminster Assembly von 1643 bis 1649 und der Savoy-Konferenz im Jahr 1661 verteidigte er moderate presbyterianische Ansichten. Von 1654 bis 1657 war er Mitarbeiter bei der Erstellung der Biblia Sacra Polyglotta (auch „Londoner Polyglotte“ genannt), einer Bibel-Synopse in sechs Bänden, die von Brian Walton herausgegeben wurde.

## Werk
- John Lightfoot: Horae hebraicai et talmudicae. 6 Bände, 1658–1678